# Badminton aux Jeux panarabes
Le badminton a fait son entrée officielle aux Jeux panarabes de 1999 qui se sont déroulés à Amman, en Jordanie. L'épreuve a été retirée du programme des Jeux panarabes de 2011. Elle refait son apparition lors des Jeux panarabes de 2023 en Algérie mais sans les épreuves par équipes.

## Résultats
| Édition | Lieu     | Simple messieurs | Simple dames    | Double messieurs                   | Double dames                  | Double mixte                   | Equipes messieurs | Equipes dames  |
| ------- | -------- | ---------------- | --------------- | ---------------------------------- | ----------------------------- | ------------------------------ | ----------------- | -------------- |
| 1999    | Amman    | Talel Douyouki   | Eva Qatreeb     | Bassel Addorrah Talel Douyouli     | Eva Qatreeb Racha El Hassan   | Tarek Al Faouri Najoua Attourk | Syrie             | Syrie          |
| 2004    | Alger    | Tarek Salhoum    | Hadeel Karim    | Karim Reizig Omar Zaradine         | Eva Qatreeb Hadeel Karim      | Bassel Addorrah Hadeel Karim   | Syrie             | Égypte         |
| 2007    | Le Caire | Nabil Lasmari    | Hadeel Karim    | Nabil Lasmari Karim Reizig         | Hadeel Karim Bouchra Mhaouech | Bassel Addorrah Hadeel Karim   | Algérie           | Syrie          |
| 2011    | Doha     | Tournoi annulé   | Tournoi annulé  | Tournoi annulé                     | Tournoi annulé                | Tournoi annulé                 | Tournoi annulé    | Tournoi annulé |
| 2023    | Alger    | Adnan Hasan      | Maryam Abuarrah | Koceila Mammeri Youcef Sabri Medel | Linda Mazri Yassmina Chibah   | Koceila Mammeri Tanina Mammeri | Non disputé       | Non disputé    |